# George Institute for Global Health
Pour les articles homonymes, voir George.
Le George Institute for Global Health est un institut de recherche médicale indépendant dont le siège est en Australie avec des bureaux en Chine, en Inde et au Royaume-Uni.

## Activités
Le George Institute mène des recherches sur les maladies non transmissibles, notamment les maladies cardiaques et rénales, les accidents vasculaires cérébraux, le diabète et les blessures,,,,.
L'institut est connu pour mener des études cliniques à grande échelle,,. Entre 1999 et 2017, le George a consommé plus de 750 A$ millions de dollars en subventions de recherche et de collecte de fonds.

## Histoire
L'institut a été fondé en 1999 par Stephen MacMahon (en) et Robyn Norton, avec le soutien de l'école de médecine de l'université de Sydney, afin de réduire la charge croissante des maladies non transmissibles et des blessures dans le monde.
En 2002, l'initiative de santé rurale de l'Andhra Pradesh est établie en partenariat avec le Centre de contrôle des maladies chroniques de New Delhi, marquant le début du travail de l'Institut George en Inde.
En 2004, le partenariat Chine-Australie pour la santé est établi en collaboration avec le Centre des sciences de la santé de l'Université de Pékin, marquant le début du travail de l'Institut George en Chine. Dans le même temps, le travail de l'Institut George au Royaume-Uni commence avec l'établissement d'un bureau à Londres abritant un groupe de recherche qui analyse les tendances d'investissement dans le développement de nouveaux traitements pour les maladies négligées.
En 2007 l'Institut George de Chine est officiellement établi à Pékin, tandis que celui d'Inde est officiellement établi à Hyderabad.
En 2008, le groupe de recherche londonien de l'Institut George reçoit un prix important de la Fondation Bill et Melinda Gates.
En 2015, l'Institut George du Royaume-Uni, s'installe dans le département Nuffield de la santé féminine et reproductive au sein de la division des sciences médicales d'Oxford, créant ainsi de nouvelles possibilités de collaboration en vue d'améliorer la santé des femmes tout au long de leur vie.

## Partenariats
Il est affilié aux universités de la Nouvelle-Galles du Sud, de Pékin et de l'Imperial College de Londres ; il a par ailleurs déjà été affilié à l'Université de Sydney entre 1999 et 2017.
Les chercheurs notables qui figuraient parmi les 2 % les plus cités dans le monde en 2019 sont Simone Pettigrew, Meg Jardine, Pallab K Maulik et Soumyadeep Bhaumik,.